# Eumiopterix
Eumiopterix es un género de mantis (insecto del orden Mantodea) de la familia Thespidae. Es originario de América.

## Especies
Contiene las siguientes especies:
- Eumiopteryx bicentenaria
- Eumiopteryx laticollis
- Eumiopteryx magna